# Шеффер, Юрий Петрович
Ю́рий Петро́вич Ше́ффер (30 июня 1947, Челябинск, СССР — 5 июня 2001, Жуковский, Московская область, Россия) — заслуженный лётчик-испытатель СССР (1990), Герой Российской Федерации (1998), космонавт-испытатель.

## Биография

### Ранние годы
Родился 30 июня 1947 года в городе Челябинск. Учился в челябинской школе № 92, которую окончил в 1965 году. В том же году окончил Челябинский аэроклуб, летал на самолёте Як-18, вертолёте Ми-1 и планёрах, прошёл парашютную подготовку. С 1965 по 1966 год работал электрослесарем-монтажником в Челябинском специализированном монтажном управлении.

### Служба и работа в авиационной промышленности
В 1966 году призван в ряды Советской Армии. В 1970 году окончил Качинское училище, а в 1977 году — Школу лётчиков-испытателей Минавиапрома СССР, в 1980 году — Московский авиационный институт. В 1977—1985 годах — ведущий лётчик-испытатель ОКБ им. А. Н. Туполева.
Провёл специальные Государственные испытания самолётов Ту-22М2 и Ту-22М3 с комплексом ракетного вооружения. На самолётах Ту-134 и Ту-154 провёл лётные испытания по расширению диапазона минимальных скоростей и максимальных углов атаки в полёте. На самолёте Ту-154 испытывал опытную систему управления самолёта с изменяемыми характеристиками устойчивости и управляемости.
В 1985 году Ю. П. Шеффер переведён на должность лётчика-испытателя ЛИИ им. Громова в отряд лётчиков-испытателей, готовящихся к полёту на космическом корабле «Буран». В 1987 году окончил полный курс подготовки в ЦПК им. Ю. А. Гагарина. Прошёл подготовку по программе «Буран», которая была свёрнута весной 1993 года.
Участвовал в прочностных испытаниях самолёта Су-25. Проводил лётные испытания самолёта Су-25 с двигателем АЛ-21Ф. Исследовал воздействие на МиГ-25 грозовых электрических полей. Первым выполнил взлёт и перегон самолёта Ил-76ЛЛ при трёх работающих двигателях с короткой полосы, испытывал самолёт Ил-76ЛЛ с опытным двигателем Д-18Т на больших углах атаки.
Работал в комиссиях по расследованию ряда авиационных катастроф. Эксперт-аудитор Авиарегистра МАК в области сертификационных лётных испытаний самолётов.

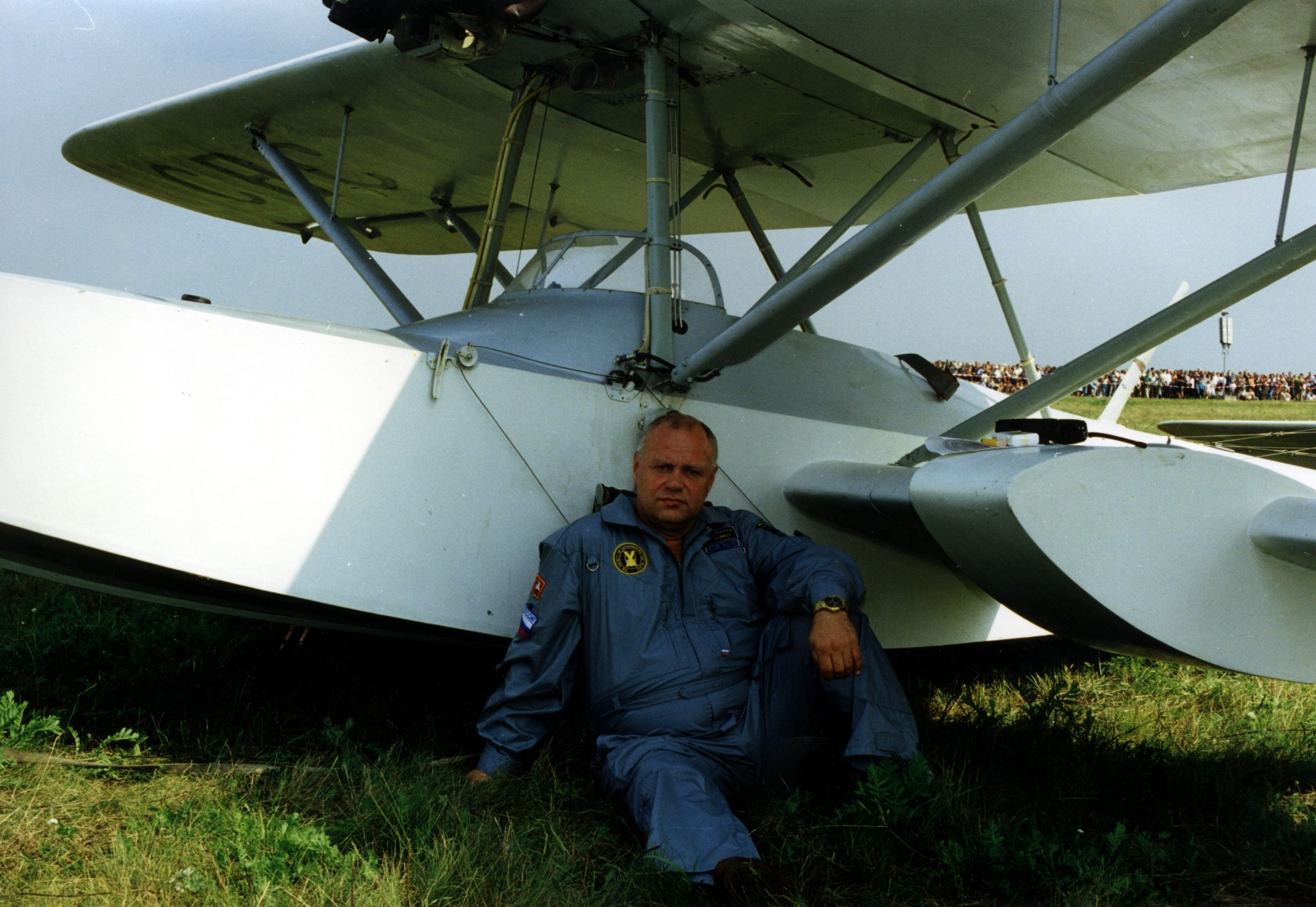
Ю. П. Шеффер возле реплики самолёта-амфибии Ш-2, который он испытывал

Участвовал в развитии отечественной лёгкомоторной авиации наряду с лётчиками-испытателями В. Г. Гордиенко, И. П. Волком, В. В. Заболотским, Н. В. Казаряном, Л. Д. Лобасом, А. А. Синициным, М. О. Толбоевым.
За период лётной деятельности общий налёт Ю. П. Шеффера составил 8762 часов, более 5600 часов — на лётных испытаниях. Им освоено и испытано более 128 типов и модификаций самолётов, вертолётов и планеров. Занимался сертификацией как отечественных, так и зарубежных воздушных судов. В 2000 году установил шесть мировых рекордов набора высоты без груза и с коммерческой нагрузкой на самолёте-амфибии Бе-200.
С 1993 года был членом Международного общества лётчиков-испытателей (SETP).

### Смерть

Могила Шеффера на Быковском кладбище Жуковского.

Скончался 5 июня 2001 года на 54-м году жизни от сердечного приступа. Похоронен на Быковском мемориальном кладбище.

## Семья
Супруга — Лидия Аркадьевна Шеффер-Богородская, инженер, мастер самолётного спорта, сотрудница ЛИИ. Дочь лётчика-испытателя ЛИИ Аркадия Богородского.

## Награды и звания

Мемориальная доска в г. Челябинск

- Герой Российской Федерации (7 декабря 1998 года, медаль № 472)
- Орден «За личное мужество» (29 декабря 1992) — за большой личный вклад в развитие отечественной авиационной науки, создание новых летательных аппаратов и высокое профессиональное мастерство, проявленное в период демонстрации техники на Первой российской выставке «Мосаэрошоу-92»[6]
- Заслуженный лётчик-испытатель СССР (1990)

## Память

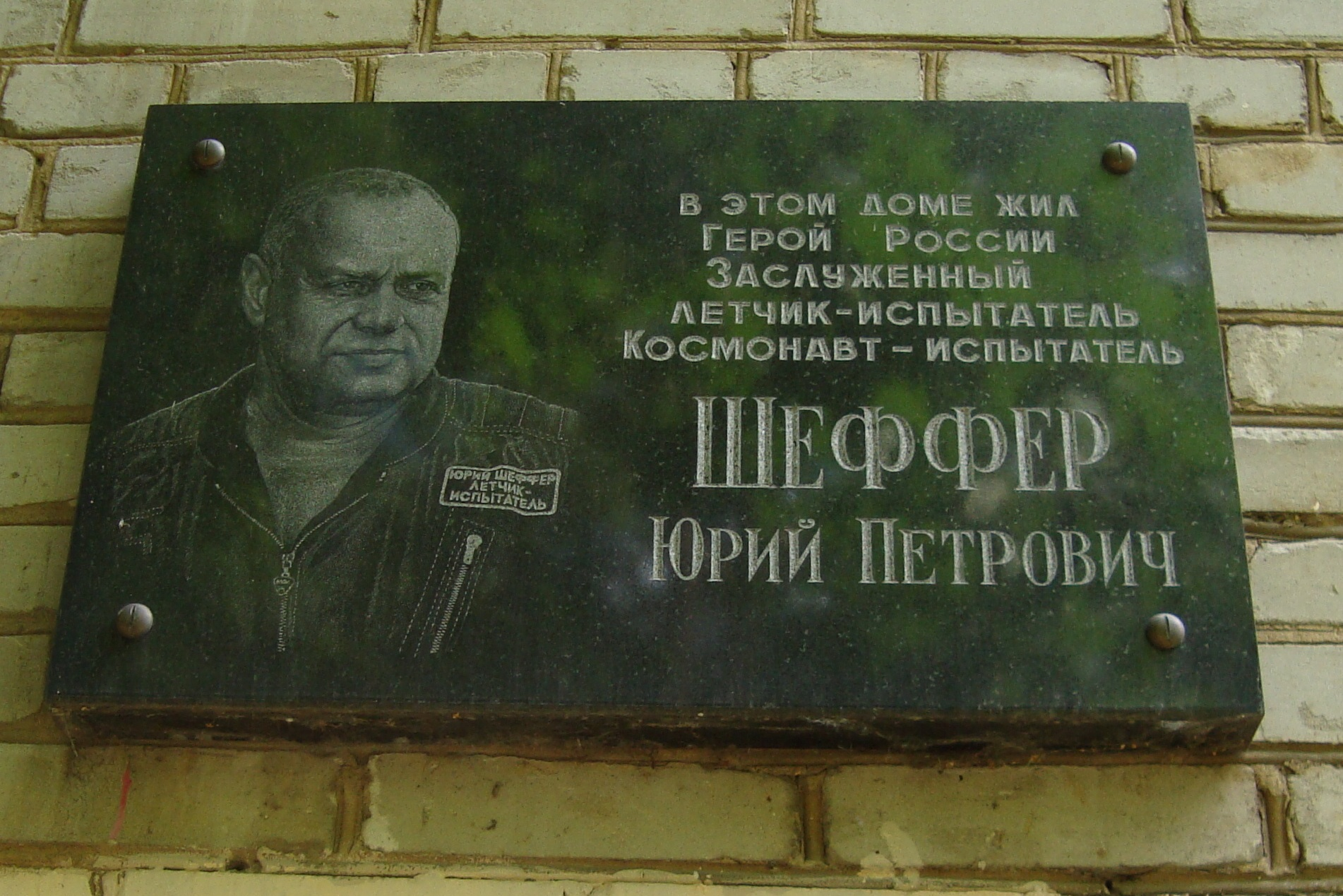
Маяковского, 13. Жуковский. Памятная доска.

- Имя Ю. П. Шеффера носит улица в г. Челябинске[источник не указан 444 дня]..
- Мемориальная доска Героя, установлена в городе Жуковский, Московской области, на улице Маяковского (д. 13), на доме, где жил Юрий Петрович Шеффер.[7]
- В г. Челябинске, на здании школы № 92, в которой учился Герой, установлена мемориальная доска[3].
- Имя «Юрий Шеффер» было присвоено двум самолётам: Ту-154М регистрационный номер RA-85743 и Сухой Суперджет регистрационный номер RA-89021.